# Votrom

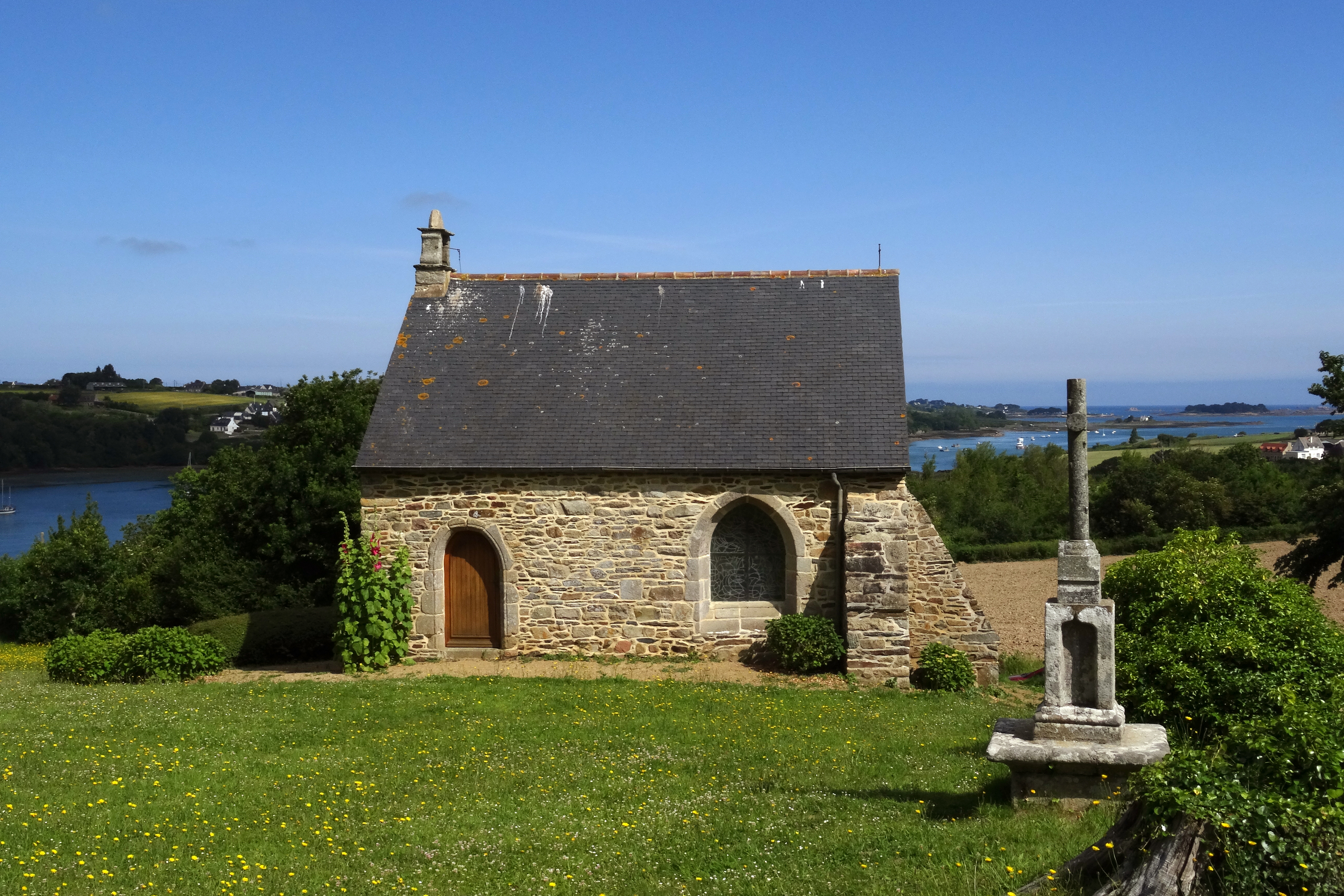
St.-Votrom-Kapelle in Trédarzec

Votrom (auch Vautrome, Vautrom, Autrome, Autrom) war ein Abt irischer Herkunft. Er ließ sich im Frühmittelalter im bretonischen Trédarzec als Einsiedler nieder, das genaue Jahrhundert ist nicht bekannt. In der römisch-katholischen Kirche wird er als Heiliger verehrt. Sein Gedenktag ist traditionell an Christi Himmelfahrt.
Er soll in der Gegend Gutes getan haben und die Menschen mit Holundersirup von Fieber geheilt haben.
Die St.-Votrom-Kapelle in Trédarzec untersteht seinem Patrozinium.